# 2009年二十国集团伦敦峰会

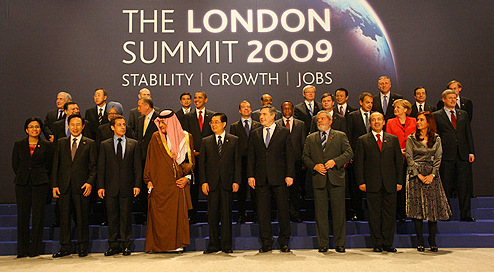
峰会领袖在峰會會場合照

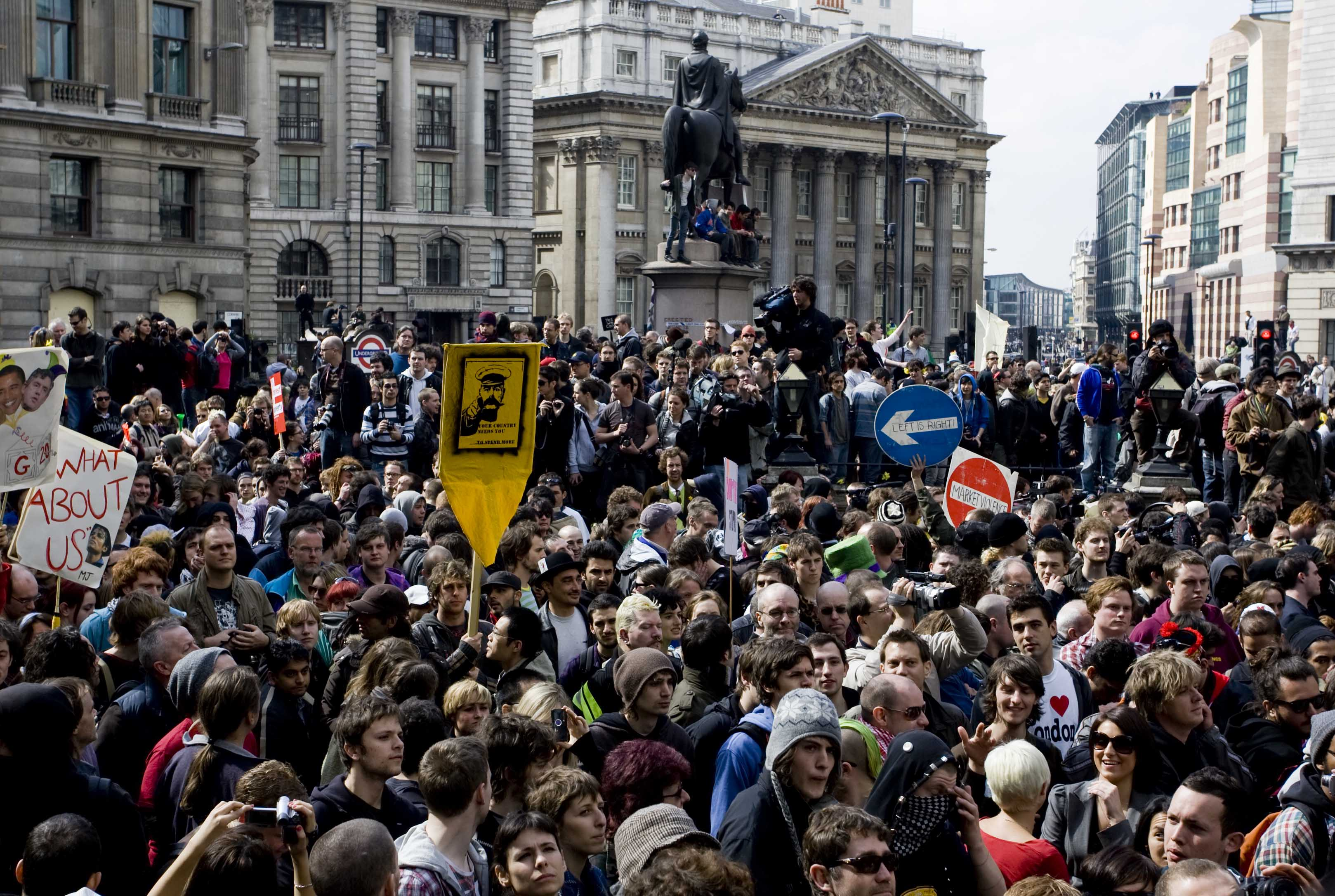
峰會期間倫敦街頭的抗議群眾

2009年二十国集团峰会在2009年4月2日於英国伦敦碼頭區的倫敦展覽中心举行。会议的主题是讨论如何合作应对百年一遇的金融危机。其中主要的一项议事日程是遏制保护主义，为解决世界经济危机而筹划方案。峰会由英国首相戈登·布朗主持召开。
与会领导人在对银行和金融市场加强监管，以及未来如何避免这次战后最严重的金融危机再次发生达成一致意见，但是美国提出的加大刺激经济力度的主张没有获得与会者的共识。但是作为妥协，20国领导人同意向国际货币基金组织、世界银行等国际金融机构增资1万多亿美元，以帮助各国摆脱金融危机所带来的困境。其中，国际货币基金组织的救援储备基金将扩大两倍，达到7500亿美元。世界银行等国际金融机构也将收到至少1000亿美元的发展基金。作为对提供贷款和基金的回报，20国集团峰会表示，中国和巴西等新兴经济体在国际货币基金组织中的发言权将被相应扩大。
同时，峰会针对这次金融危机暴露出来的问题，对资本主义的一些原则进行了改革，以回应会场外声势浩大的示威人群发出的“资本主义已经死亡”的呐喊。

## 背景
2009年3月13日至14日，在英国伦敦举行了20国集团财政部长和中央银行行长会议，为4月2日在伦敦举行的峰会制定共同议程。与会各国准备决心为应对经济衰退继续采取行动。

## 主要与会领导人
20国集团峰会领袖：
- 阿根廷总统——克里斯蒂娜·费尔南德斯·德基什内尔
- 澳大利亚总理——陆克文
- 巴西总统——路易斯·伊纳西奥·卢拉·达席尔瓦
- 加拿大总理——斯蒂芬·哈珀
- 中国国家主席——胡锦涛[8]
- 法国总统——尼古拉·萨科齐
- 德国总理——安格拉·默克尔
- 印度总理——曼莫汉·辛格
- 印度尼西亚总统——苏西洛·班邦·尤多约诺
- 意大利总理——西尔维奥·贝卢斯科尼
- 日本首相——麻生太郎
- 韩国总统——李明博
- 墨西哥总统——费利佩·卡尔德龙
- 俄罗斯总统——德米特里·梅德韦杰夫
- 沙特阿拉伯国王——阿卜杜拉·本·阿卜杜勒-阿齐兹·阿勒沙特
- 南非总统——卡莱马·莫特兰蒂
- 土耳其总理——雷杰普·塔伊普·埃尔多安
- 英国首相——戈登·布朗
- 美国总统——巴拉克·奥巴马
- 欧盟轮值主席国捷克总理——米雷克·托波拉内克

受邀但非20国集团成员国的首脑：
- 荷兰首相——扬·彼得·巴尔克嫩德
- 西班牙首相——何塞·路易斯·罗德里格斯·萨帕特罗

作为欧洲最重要的金融中心，荷兰因金融业发达而获邀；西班牙是世界第八大经济体而受邀。
区域组织的领导人：
- 东盟主席——泰国总理阿披實·威差奇瓦
- 非洲发展新伙伴计划（英语：New Partnership for Africa's Development）主席——埃塞俄比亚总理梅莱斯·泽纳维
- 欧盟委员会主席——若泽·曼努埃尔·巴罗佐
- 世界贸易组织总干事——帕斯卡尔·拉米
- 金融穩定委員會主席——馬里奧·德拉吉

国际组织的领导人：
- 联合国秘书长——潘基文
- 世界银行行长——罗伯特·佐利克
- 国际货币基金组织总裁——多米尼克·斯特劳斯-卡恩

## 联合声明
参加这次峰会的全球20个主要发达经济体和发展中国家的领导人共同签署的联合声明呼吁对对冲基金、金融高层主管的薪酬、信用评级公司、以及银行的风险管理实行更严格的监管，并加强国际间的协调一致。为此。峰会决定，20国集团内部设立一个新的国际机构，名叫“金融稳定委员会”（Financial Stability Board），和国际货币基金组织密切合作，对于未来出现的金融风险提出早期预警。
主要内容包括：
- 对金融机构、金融工具和金融市场实行更严厉的监管，其中包括机构投资者及富人使用的不受监管的投资工具──对冲基金（hedge funds）。
- 制定新的原则规范主管人员的薪水和奖金，避免鼓励过度冒险及奖励失败的行为。
- 建立给予更大授权的新的金融稳定委员会（Financial Stability Board），其成员包括所有的G20国家、西班牙和欧盟（European Commission），旨在与IMF合作并对需要应对的重大经济变化和金融风险提供预警。
- 鼓励提供免税优惠的国家遵守经济合作与发展组织（Organisation for Economic Co-operation and Development）关于打击洗钱与逃税的规章制度；否则将面对公众谴责和可能的经济制裁。
- 在取得经济复苏后，鼓励商业银行防患于未然，在经济稳健的时期积累更多的资本储备，可在经济下滑时期发挥缓冲作用。
- 要求信用评级机构遵守国际操作规范，避免与其它金融机构产生利益冲突，防止提供不切实际的证券评级。
- 积极消除各国的贸易保护主义，继续努力完成以实现国际自由贸易为目标的多哈发展回合的贸易谈判（Doha Development Round of trade negotiations），促使多哈回合达成宏伟和平衡的协议已成「燃眉之急」。据这份声明说，完成这项贸易协议工作每年至少可给全球增加1,500亿美元的经济量。

## 示威

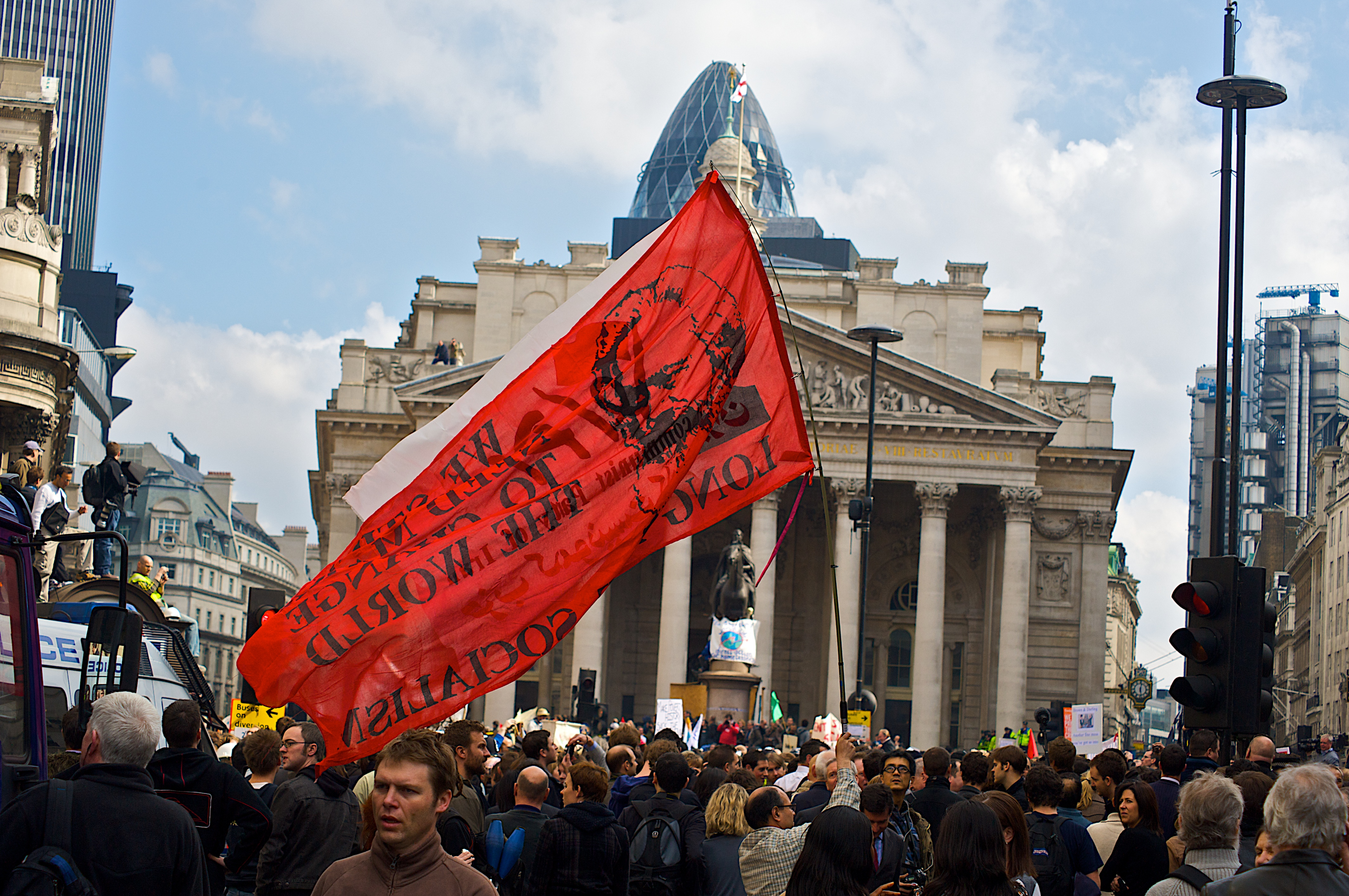
G20 倫敦在英格蘭銀行旁舉行抗議活動。

在3月28日，至少3万5000人参加了从英国泰晤士河畔到议会大楼、唐宁街10号、再到海德公园的游行。要求对贫穷、气候变化和就业问题采取行动。来自社会各界的示威者都认为，目前的全球经济系统根本不能有效运转，急需改革。同日在柏林和巴黎也举行了类似的示威活动，游行者要让他们的国家领导人在前往参加20国集团首脑会议之前听到他们的要求。
4月1日，在伦敦抗议20国峰会的示威者，砸碎建筑物的玻璃，并短暂地进入苏格兰皇家银行，随后被倫敦警方的鎮暴部隊推回去。抗议者还试图冲进英格兰银行。该银行的玻璃为防止暴力覆盖上胶合板。